# Emblema da República Socialista da Romênia
O emblema da República Socialista da Romênia foi um emblema da Romênia de 1965-1989.
Depois de 1948, as autoridades comunistas mudaram tanto a bandeira quanto o brasão. O brasão tornou-se mais emblemáticamente fiel ao simbolismo comunista : uma paisagem (representando um sol nascente, um trator e um poço de petróleo) cercada por trigo amarrado com um pano nas cores da bandeira nacional. O padrão do emblema foi modelado com o emblema do estado da União Soviética .
Entre 1948 e 1966, havia três variantes. A primeira veio logo após 1948 (a proclamação da república popular). O emblema mostra uma paisagem com um abeto e as montanhas dos Cárpatos, no dexter uma torre e no céu um sol nascente todo adequado. Nas espigas, estavam o trigo com o lema “RPR” em letras brancas numa fita. Em 1952, a estrela vermelha foi adicionada.

A mudança final para o emblema comunista ocorreu em 1965, quando a Romênia deixou de ser uma República Popular e se tornou uma República Socialista. Neste momento, a redação mudou de RPR para Republica Socialistă România com algumas pequenas alterações na fita. O emblema permaneceu em uso até a queda de Nicolae Ceaușescu e do regime comunista, quando o emblema comunista foi removido de todas as bandeiras e selos oficiais. Algumas bandeiras tinham um buraco (um símbolo da revolução de 1989) e algumas mudaram para o formato oficial azul-amarelo-vermelho posterior. A redação mudou para apenas Romênia . O novo brasão substituiu o emblema socialista em 1992.

Janeiro-março de 1948
Março de 1948 - 1952
1952-1965